# 格洛代尼鄉 (穆列什縣)

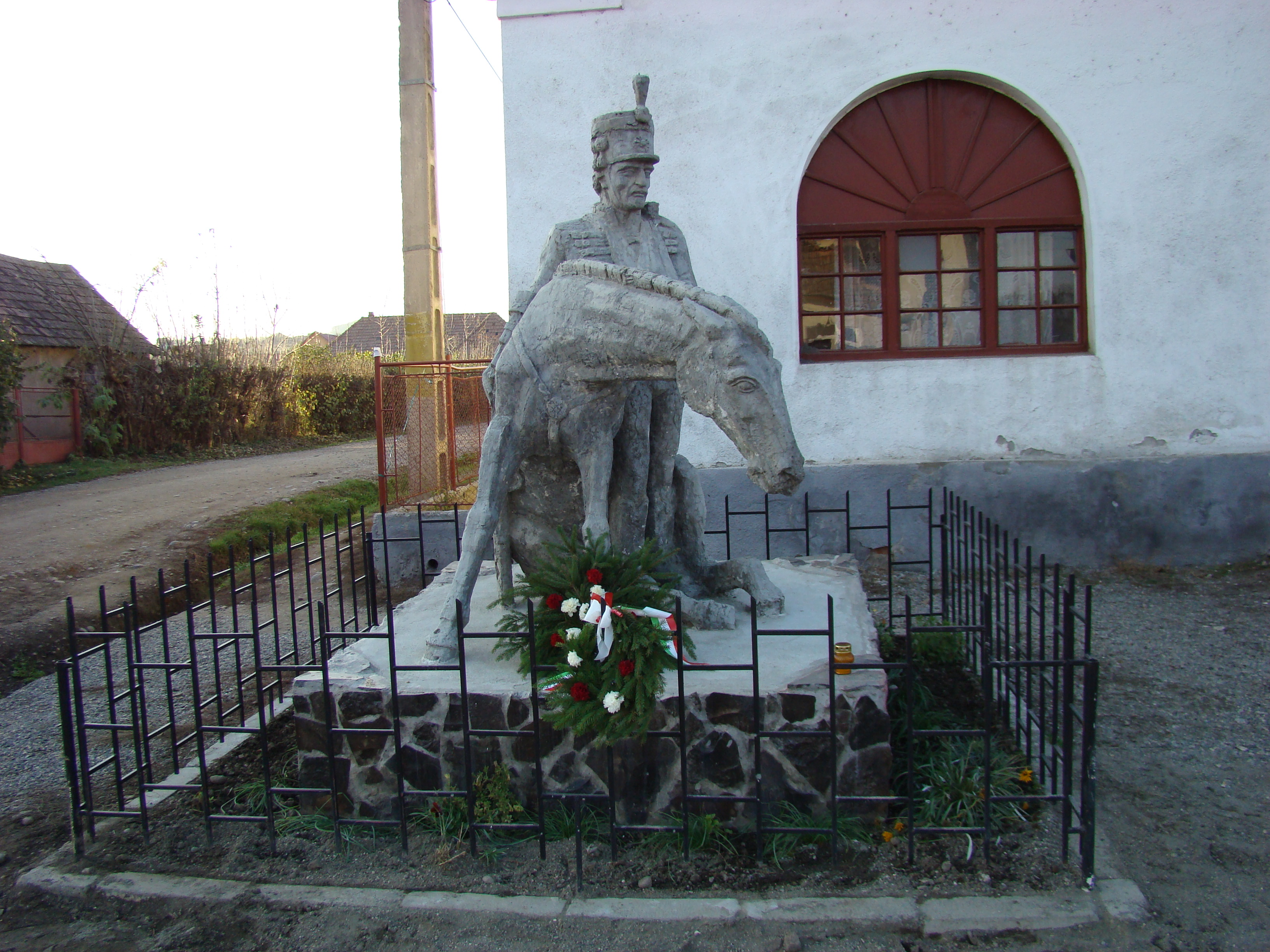

46°39′0″N 24°36′0″E / 46.65000°N 24.60000°E
格洛代尼鄉（羅馬尼亞語：Comuna Glodeni, Mureș），是羅馬尼亞的鄉份，位於該國中部，由穆列什縣負責管轄，面積54平方公里，海拔高度397米，2007年人口3,808，人口密度每平方公里70人。